# 金声
金声（1598年—1645年），一名子骏，字正希，号赤壁，南直隸休宁人，明末政治人物、学者，進士出身。

## 生平
崇祯元年（1628年）登戊辰科进士，选翰林院庶吉士。次年召对时，其《廷试策》深受崇祯帝赏识，升为御史。清军犯北京，金声上书提议破格用人御敌，未果，托病辞职归乡。
福王在南京即位后，破格提拔金聲為左僉都御史，金聲堅決不出任。清军攻陷應天后，各府都望風迎降。金聲糾集士紳、百姓保衛績溪、黄山，分派兵力扼守六座山頭。寧国的丘祖德、徽州的溫璜、貴池的吳應箕等很多人響應他。金聲於是派使節去向唐王進表，唐王加封他為右都御史兼兵部右侍郎，讓他總領各地的军隊。先後打下旌德、寧國等縣城。九月下旬，御史黃澍降清，清軍從小路進兵突襲，打敗了金聲。
兵败后被俘，押往金陵。洪承疇想要招降金聲，但金聲大聲問洪曰：「爾識我否？」承疇曰：「豈不識金正希！」洪亦問曰：「爾識我否？」聲曰：「不識也。」「吾即洪亨九。」金聲喝曰：「咄，亨九受先帝厚恩，官至閣部，辦虜陣亡，先帝慟哭輟朝，御製祝版，賜祭九壇，予諡、蔭子，此是我明忠臣，爾是何人，敢相冒乎？」洪承疇招降不得，反被諷刺，只好將他斬首，江天一也一同就义。

## 著作
著有《金太史集》等。

## 身后
紹武帝追贈禮部尚書，諡文毅。乾隆四十一年（1776年）追諡忠節，立傳收入《欽定勝朝殉節諸臣錄》。

## 延伸阅读
[在维基数据编辑]
 《明史卷二百七十七》，出自《明史》